# Winnsboro Mills
Winnsboro Mills – jednostka osadnicza w Stanach Zjednoczonych, w stanie Karolina Południowa, w hrabstwie Fairfield.